# Мокринский железнодорожный мост
Мо́кринский железнодоро́жный мост (чув. Мӑкӑр чукунҫул кӗперӗ) — исторический железобетонный арочный виадук, железнодорожный переезд через реку Ута, расположенный в деревне Мо́кры Канашского района Чувашской Республики.
Официально включен в список памятников истории и культуры Канашского района, с 2022 года — объект культурного наследия России федерального значения.

## Технические характеристики
Мокринский железнодорожный мост представляет собой бетонный арочный виадук, построенный в составе перегона между станциями Мо́кры и Ачакс. 
Основные параметры конструкции:
- Высота: около 30 — 34 м (различные источники приводят отличающиеся данные)
- Длина: 360 — 370 м
- Ширина: 4 м
- Количество пролётов: 15 (арочных)
- Опоры: 16 бетонных столбов
- Общая протяжённость мостового перехода (включая насыпи и подходы): 1200 м

## История
Основные даты возведения моста в источниках разнятся. Согласно одним источникам, строительство моста началось в 1914 году, а завершилось в 1918 году. Работы по строительству проходили под руководством и контролем немецкого инженера-проектировщика Гехарда Шумахера. В работах участвовали строители из русских, чуваш и татар. В 1918 году был сдан в эксплуатацию железнодорожный участок Арзамас — Канаш. По иной версии, строительство моста началось в 1913 году, одновременно со строительством железной дороги Арзамас — Шихраны. В этом варианте мост был построен в 1913—1917 годах по проекту русского инженера Григория Петровича Передерия. Эта версия подтверждается в книге Г. П. Передерия «Курс железобетонных мостов».
К моменту завершения строительства Мокринский мост был вторым по величине в Европе железобетонным сооружением. С 1935 года мост был принят под охрану военных. В период Великой Отечественной войны мост был объектом стратегического назначения, целью для немецкой авиации. В годы войны по мосту шли эшелоны с боевыми припасами, производственным оборудованием. Немецкие военнопленные принимали участие в ремонте моста. С 1956 года мост находился под военизированной охраной. В 1969 году был отремонтирован. Не функционирует с 1986 года — движение по нему закрыто, рельсовый путь разобран. В километре севернее от ныне заброшенного моста — новый функционирующий железнодорожный мост, построенный с целью спрямления действующего ж.д пути.
До постройки в 2012 году Сурского моста в Ядринском районе, длиной 1242 метров, Мокринский мост был самым длинным в Чувашской Республике.

## В настоящее время
В настоящее время мост используется любителями роуп-джампинга, о чём 12 сентября 2009 года на «Первом канале» был показан специальный репортаж.
Под мостом расположены освящённый в 2011 году источник чув. Сиплӗх çӑлкуҫӗ — «Чудодейственный источник» с оборудованной купелью и над источником — часовня святой равноапостольной княгини Ольги.
В декабре 2015 года жители деревни составили коллективное обращение с просьбой «сохранить и взять этот виадук под защиту государства, как архитектурно-исторический памятник начала XX века».